# 敘利亞禮天主教耶路撒冷宗主教代牧區
敘利亞禮天主教耶路撒冷宗主教代牧區是一個服務巴勒斯坦、以色列及約旦敘利亞禮東儀天主教教友的宗主教代牧區。
宗主教代牧區於1890年成立，2005年時有三個堂區（位於耶路撒冷、白冷和安曼）、兩名司鐸和1,550名教友。
現任宗主教代牧為卡米勒·阿夫拉姆·安多尼·塞邁安，榮休宗主教代牧為額我略·伯多祿·梅爾基。